# Варварівка (Миколаїв)
Варварівка — історична місцевість Миколаєва, частина Центрального району.

## Розташування

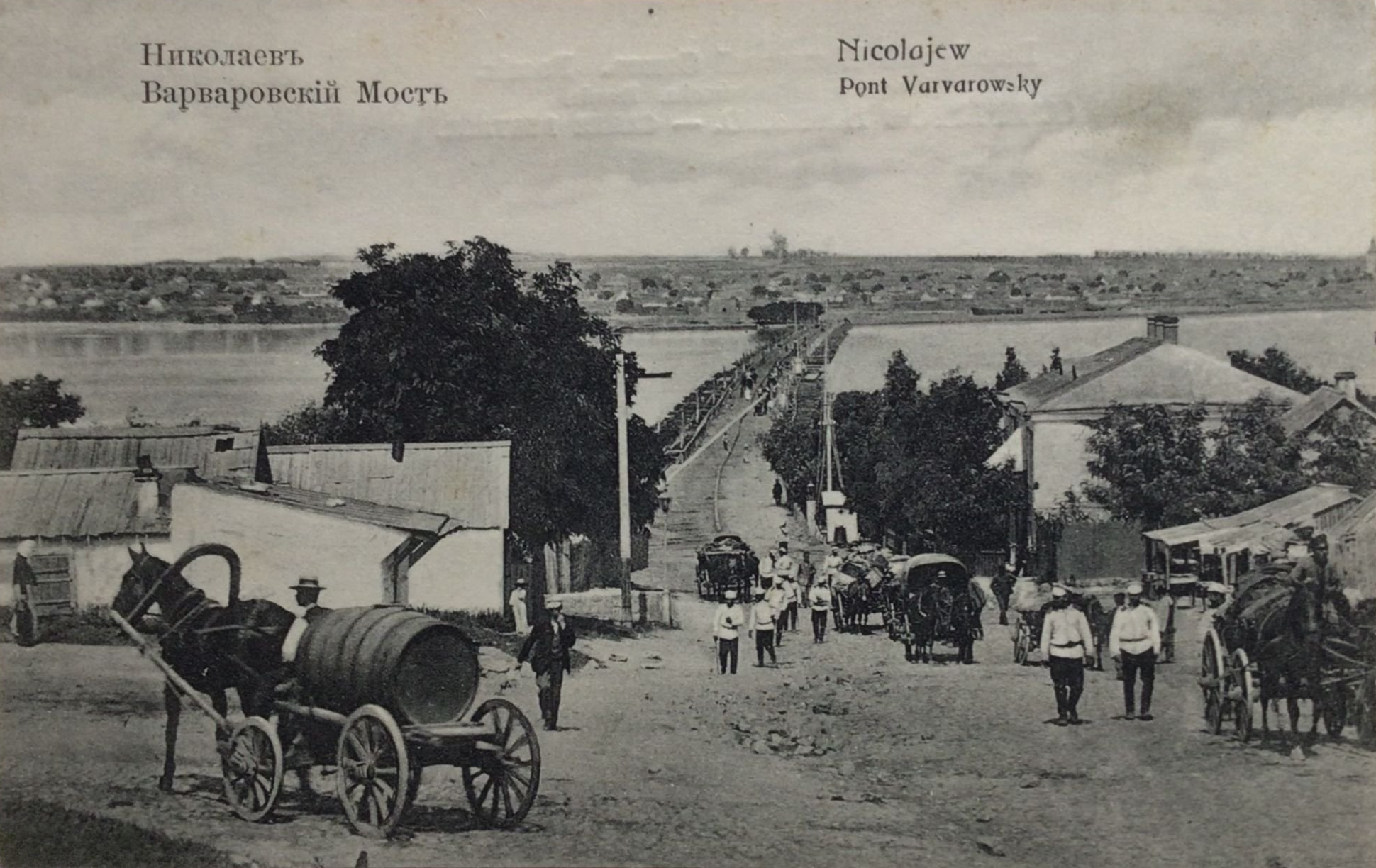
Варварівський міст з боку Варварівки на старовинній листівці

Розташовуваний на північному заході міста, на правому березі Бузького лиману. З великим містом з'єднаний Варварівським мостом. Навпроти Варварівки через річку Південний Буг розташоване селище Матвіївка. 

## Історичні відомості

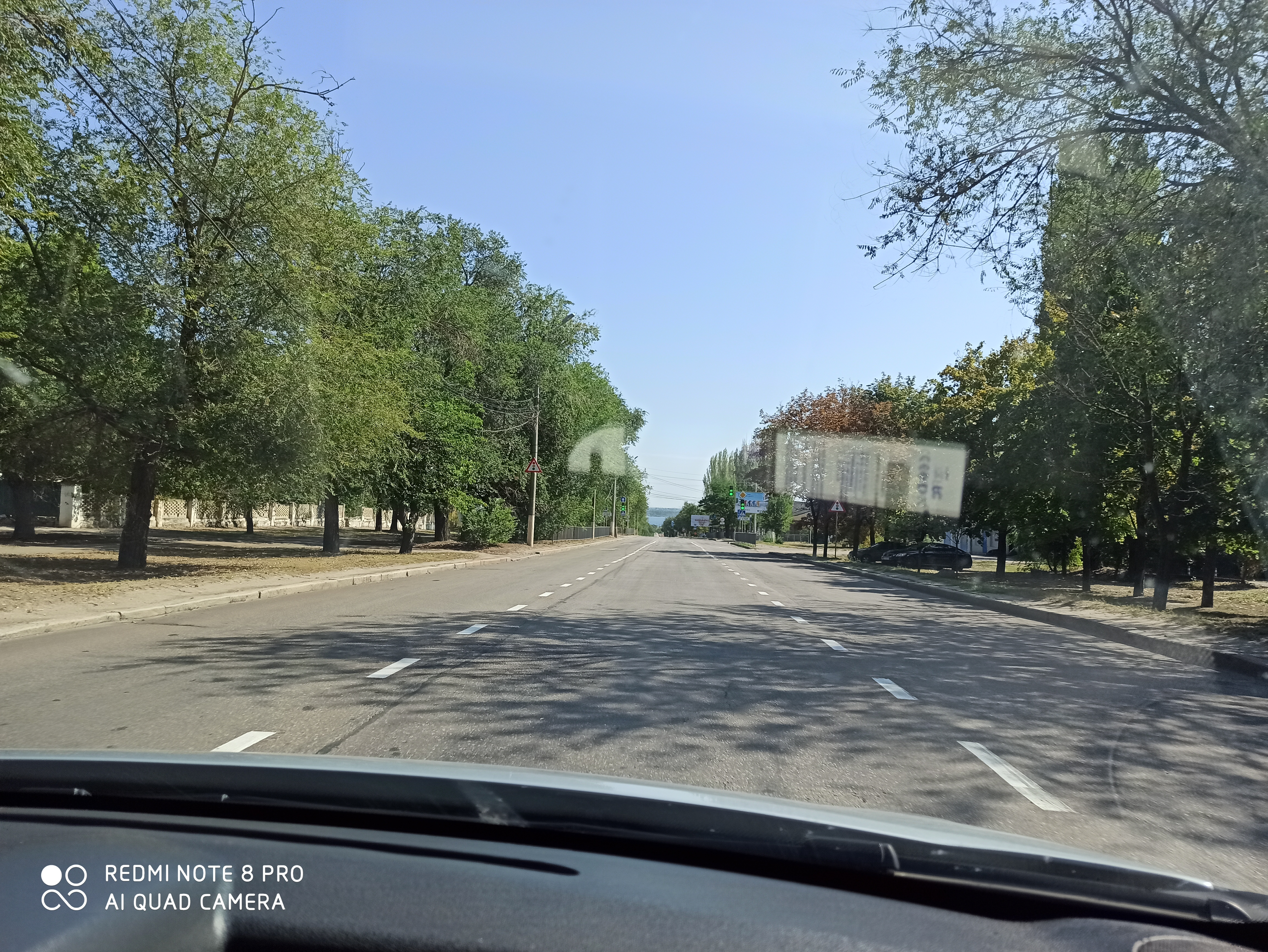
(Веселинівська вулиця), що проходить Варварівкою

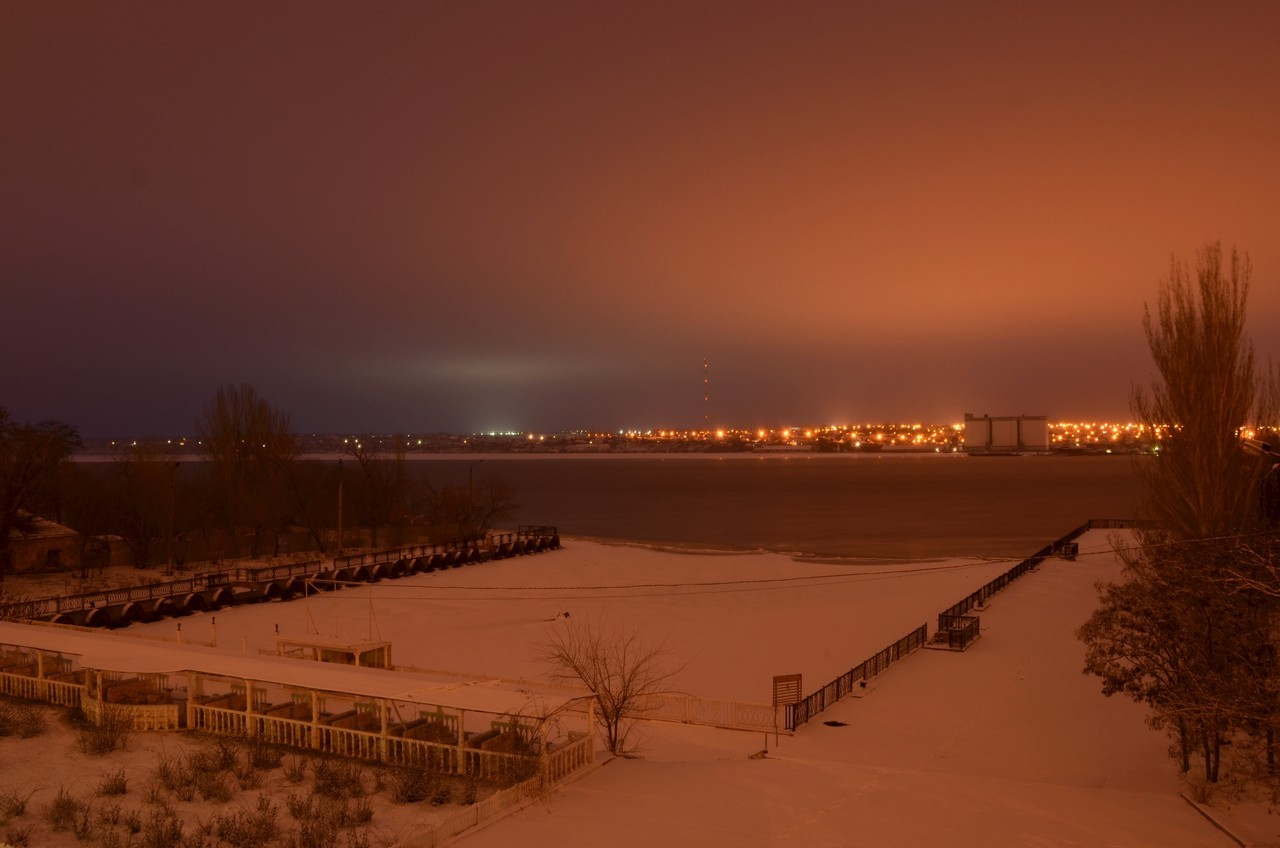
Вид на Варварівку вночі з Миколаєва

Існує з 1804 р. Заселено кріпаками з Київської губернії князя С. Ф. Голіцина і його дружини. Спочатку називалося Слобода Велика, на ім'я Великої коси (тепер Варварівська коса). У 1830—1860 рр. часто іменувалося іншою назвою — село Варварівка, Варварівське селище. У лоції 1851 обидві назви. Друга назва — Варварівка — дана за іменем дружини князя Голіцина Варвари. Княгиня Варвара Голіцина (до шлюбу — Варвара Василівна Енгельгардт) (12.03.1757 — 2.05.1815), племінниця Г. О. Потьомкіна-Таврійського. Варвара Голіцина захоплювалася літературою і навіть переклала на російську мову французький роман Б. Ембера «Омани від любові, або Листи від Фанелії до Мільфорта». Класик російської літератури Гаврило Державін присвятив їй вірш «Осінь під час облоги Очакова». Варвара Голіцина купила ці землі у своєї сестри графині Олександри Браницької (до шлюбу — Олександра Василівна Енгельгардт) (1754—1838). У 1817 р. ці землі перейшли до графа Ламберта, який заклав тут фруктовий сад.
Пізніше, Варварівку частково, а саме територію парку, було викуплено у Ламбертів купцем Фрідріхом Бішлером, який організував там місце культурного відпочинку для миколаївського бомонду. На той час ця частина Варварівки називалася «Розважальний парк Бішлера».
Станом на 1886 у містечку Коренихської волості Одеського повіту Херсонської губернії мешкало 836 осіб, налічувалось 169 дворових господарств, існували станова квартира 3-го стану, слідча камера одеського окружного суду, православна церква, єврейський молитовний будинок, земська станція, недіючий пивоварний завод, 15 лавок.
Рішенням виконкому Миколаївської обласної Ради депутатів трудящих від 20 січня 1961 р. смт Варварівка Варварівського району Миколаївській області включено до смуги міста Миколаєва з підпорядкуванням території селища Центральній районній Раді.

### Населення
За переписом 1897 року кількість мешканців зросла до 2352 осіб (1185 чоловічої статі та 1167 — жіночої), з яких 1562 — православної віри, 781 — юдейської.
За даними перепису населення СРСР 1939 року кількість населення становила 5 723 особи, з них українців — 5 022, росіян — 411, білорусів — 36, німців — 69, євреїв — 135, болгарів — 7, інших — 143.

## Транспортне сполучення

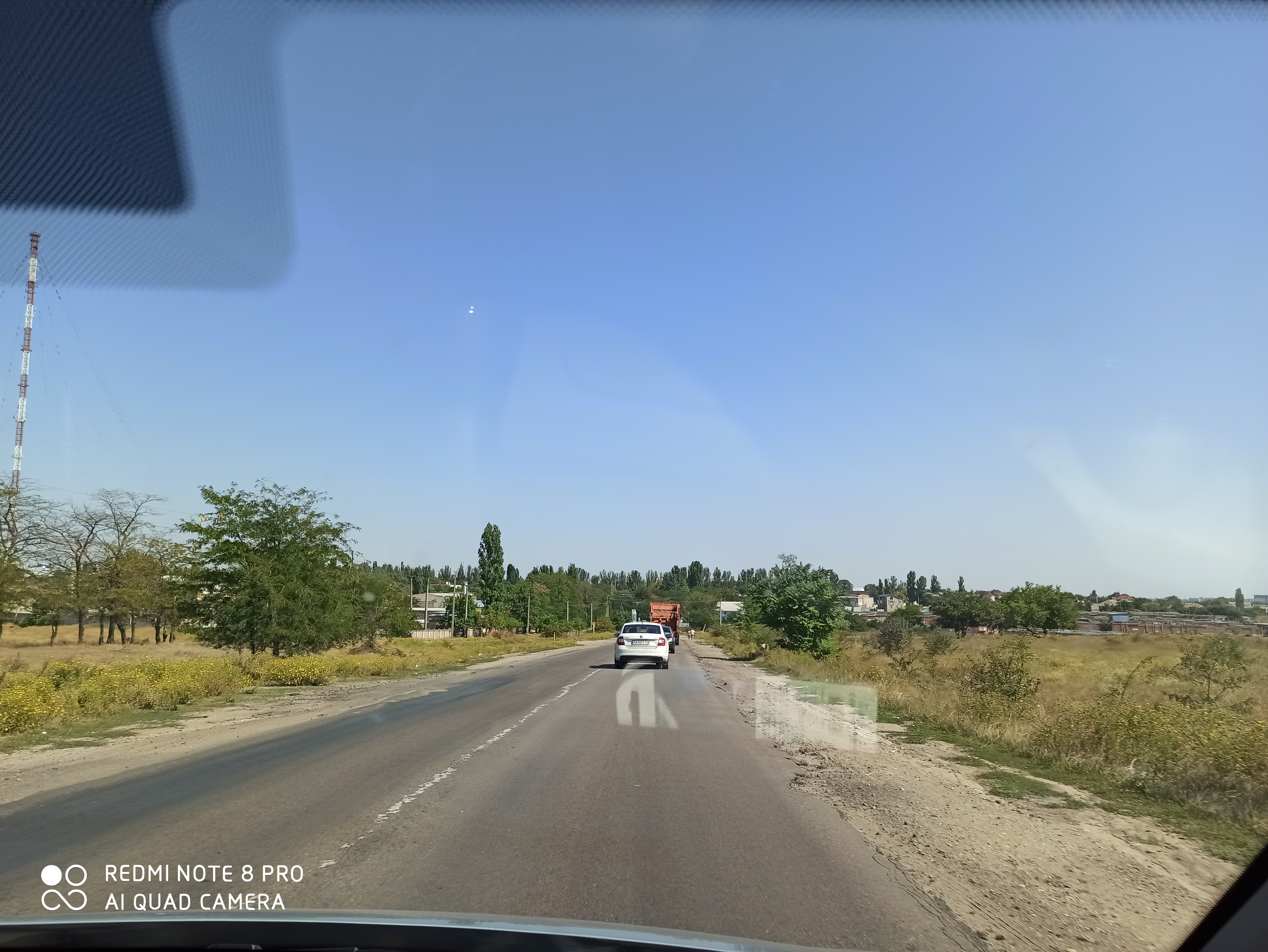
Очаківська вулиця, що з'єднує Варварівку з Великою Коренихою

Варварівкою проходять найважливіші автомобільні магістралі міста Миколаєва: Одеське шосе, вулиці Веселинівська та Очаківська (у напрямку села Парутине і міста Очаків).

## Культура
У Варварівці функціонують 2 загальноосвітні школи (№ 60 і № 61), дитячий садок, ліцей, будинок творчості, туристична база, річковий пляж, стадіон, кінно-спортивна база, ресторани, парки, 2 православних церкви й інші.

## Пам'ятки
Свято-Михайлівська церква, закладена в 1811 році Варварою Голіциною на місці невеликої дерев'яної церкви, побудованої запорозькими козаками.

## Основні вулиці мікрорайону
- Бокова вулиця
- Зустрічний провулок
- Клубна вулиця
- Ламбертівська вулиця
- Вулиця Матросова
- Мічуріна провулок
- Мічуріна вулиця
- Партизанська вулиця
- Поштова вулиця
- Світанкова вулиця
- Рекордна вулиця
- Північна вулиця
- Вулиця Суворова
- Туристів провулок
- Урожайна вулиця
- Ходченка вулиця (в минулому — Жданова)
- Чорноморська вулиця
- Чорноморський провулок
- Зарічна вулиця